# Valentin Lazăr
Valentin Marius Lazăr (n. 21 august 1989, Ploiești, România) este un fotbalist român liber de contract, care joacă pe post de mijlocaș.

## Legături externe
- Profil la Romaniansoccer.ro
- Profilul lui Valentin Lazăr pe Soccerway